# Helene Öberg
Linda Amalia Helene Öberg (tidigare Sigfridsson), född 7 juni 1979 i Hästveda församling, Kristianstads län, är en svensk politiker (miljöpartist). 
Från oktober 2014 var hon statssekreterare hos utbildningsminister Gustav Fridolin och från januari 2019 hos kultur- och demokratiminister samt idrottsminister Amanda Lind. När Amanda Lind delvis var föräldraledig från ministerposten från augusti 2019 ersattes hon av Helene Öberg.

## Karriär
Helen Öberg har studerat på Lärarhögskolan i Malmö med inriktning mot svenska och svenska som andraspråk. 
Efter valet 2010 blev Helene Öberg Miljöpartiets talesperson i hälso- och sjukvårdsfrågor i Stockholms läns landsting, och 2014 efterträdde hon Raymond Wigg som partiets landstingsråd. Hon var ledamot i Miljöpartiets partistyrelse 2010–2014 och dess sammankallande 2011–2014. 
Helene Öberg var sammankallande i Miljöpartiets riksvalberedning 2005–2007. Mellan mars 2000 och mars 2003 var hon förbundssekreterare för Grön Ungdom. Vid valet 2002 stod Öberg som förstanamn på riksdagslistan i Skåne norra och östra. Hon arbetade 2005–2006 som biträdande generalsekreterare på Ungdomens Nykterhetsförbund. Öberg var generalsekreterare för Sveriges Makalösa Föräldrar 2006–2010 som under hennes tid belönades med utmärkelsen Årets Wendela och Årets lobbyist 2010. 
Den 4 oktober 2014 blev hon utsedd till statssekreterare hos utbildningsminister Gustav Fridolin.
Från januari 2019 var hon statssekreterare hos kultur- och demokratiminister Amanda Lind.
I maj 2022 blev Öberg ordförande för Svensk biblioteksförening. 1 januari 2024 tillträdde Helene Öberg som generalsekreterare i Svenska Brukshundklubben.

## Priser och utmärkelser
- 2010 – Årets lobbyist